# Klaus Peter Japp
Klaus Peter Japp (* 1947) ist Professor für Politische Kommunikation und Risikosoziologie an der Fakultät für Soziologie der Universität Bielefeld. Seit 2012 ist er im Ruhestand.

## Werdegang
Japp studierte in Frankfurt Soziologie und promovierte dort 1975 über Krisentheorien und Konfliktpotentiale. Nach der Arbeit als Wissenschaftlicher Angestellter am Kernforschungszentrum Karlsruhe wurde er 1977 Wissenschaftlicher Angestellter an der Universität Bielefeld, wo er im DFG-Forschungsprojekt „Entwicklungsdynamik des Dienstleistungssektors“ mitwirkte. Im Dezember 1983 habilitierte sich Japp an der Universität Bielefeld zu Organisierbarkeit psycho-sozialer Dienstleistungen: Widersprüche und Auswege. Nach einer Professurvertretung in Osnabrück und vier Jahren als Privatdozent wurde er 1989 ordentlicher Professor an der Fakultät für Soziologie in Bielefeld. Japp hatte mehrere Aufenthalte an der University of California in Berkeley.
Japps Forschungsschwerpunkte liegen im Bereich der soziologischen Systemtheorie, der politischen Kommunikation und sozialen Bewegungen. Seine soziologische Forschung steht in der Tradition von Niklas Luhmanns Gesellschaftstheorie. Schwerpunkte sind Terrorismusforschung und Religionssoziologie.

## Publikationen
- Ökologische Aufklärung. 25 Jahre „Ökologische Kommunikation“. Gem. mit Chr. Büscher (Hrsg.). VS Verlag, Wiesbaden 2010, ISBN 978-3-531-16931-6
- Prävention und Umwelthaftung. Zur Soziologie einer modernen Haftungsform. Dt. Univ.-Verlag, Wiesbaden 2001, ISBN 3-8244-4440-2 (gemeinsam mit Uwe Hapke)
- Risiko. Transcript, Bielefeld 2000, ISBN 3-933127-12-2
- Soziologische Risikotheorie. Funktionale Differenzierung, Politisierung und Reflexion. Juventa, Weinheim/München 1996, ISBN 3-7799-0392-X
- Wie psychosoziale Dienste organisiert werden. Widersprüche und Auswege. Campus-Verlag, Frankfurt/Main/New York 1986, ISBN 3-593-33581-6